# Chlibodarske
Chlibodarske (ukrainisch Хлібодарське; russisch Хлебодарское/Chlebodarskoje) ist eine Siedlung städtischen Typs im Süden der Ukraine.
Chlibodarske liegt in der Oblast Odessa, etwa 14 Kilometer westlich vom Stadtzentrum der Oblasthauptstadt Odessa und 28 Kilometer östlich der ehemaligen Rajonshauptstadt Biljajiwka entfernt an der Fernstraße M 15, einer Ausfallstraße von Odessa.
Die Ortschaft entstand aus einer Ansiedlung für ein Agrar- und Veterinärforschungszentrum, woraufhin auch der Ortsname verweist, welcher sich vom Wort Хліб/Chlib = „Brot“ ableitet. Am 16. Februar 1987 wurde sie offiziell zur Siedlung und am 10. März 1987 wurde diese zur Siedlung städtischen Typs erhoben.
Am 12. Juni 2020 wurde die Siedlung ein Teil der Siedlungsgemeinde Awanhard im Rajon Owidiopol; bis dahin bildete sie zusammen mit der Ansiedlung Radisne (Радісне – bis 2016 Schowtnewa Rewoljuzija/Жовтнева Революція) die Siedlungsratsgemeinde Chlibodarske (Хлібодарська селищна рада/Chlibodarska selyschtschna rada) im Osten des Rajons Biljajiwka.
Am 17. Juli 2020 wurde der Ort Teil des Rajons Odessa.